# Franz Kafka – Ein Landarzt
Franz Kafka – Ein Landarzt (яп. カフカ 田舎医者, Кафука: Інака іся, неоф. укр. Сільський лікар Франца Кафки) — короткометражне аніме 2007 року, автором якого є Кодзі Ямамура.
Ця короткометражка є прямою екранізацією оповідання Франца Кафки «Сільський лікар». Її озвучили актори кьоген театру Сігеяма.
Аніме здобуло декілька нагород, зокрема премію імені Нобуро Офуджі на кіноконкурсі в Майніті 2008 року та Гран-прі Міжнародного фестивалю анімації в Оттаві 2007 року. Робота також була включена до Animation Show of Shows 2008 року.